# Leioproctus pallidicinctus
Leioproctus pallidicinctus là một loài Hymenoptera trong họ Colletidae. Loài này được Rayment mô tả khoa học năm 1953.